# Polikarpov R-1
O Polikarpov R-1, foi o primeiro avião militar produzido na União Soviética. Era uma versão redesenhada do Airco DH.9A britânico.

## Histórico
Logo depois da revolução, quando o governo decidiu retomar o poder aéreo, o trabalho de produção do Airco DH.4 na fábrica Dux teve início, e a primeira versão soviética desse modelo surgiu em 1920. Além desse, outros modelos intermediários já estavam prontos na prancheta de Polikarpov, como o DH-9/R-1 e o DH-9/R-2, e algumas unidades foram produzidas usando componentes importados do Reino Unido entre 1921 e 1923.
Em 1923, Polikarpov se tornou projetista chefe da Dux, e foi o responsável pelo surgimento do R-1.
O Polikarpov R-1, era externamente, quase que idêntico aos DH.9/DH.9A, mas Polikarpov o redesenhou para usar materiais encontrados mais facilmente na União Soviética da época.
Equipado com um motor Liberty fabricado localmente (conhecido como M-5), seu primeiro voo ocorreu em 15 de Maio de 1923. Ele era mais pesado, carregava mais carga útil, e tinha uma construção substancialmente mais forte que a versão britânica.

## O Polikarpov R-2
Um pequeno número desses aviões, equipado com o motor Puma, recebeu a designação de R-2, antes de passarem a ser conhecidos como R1-SP em 1926.

## O Polikarpov MR-1

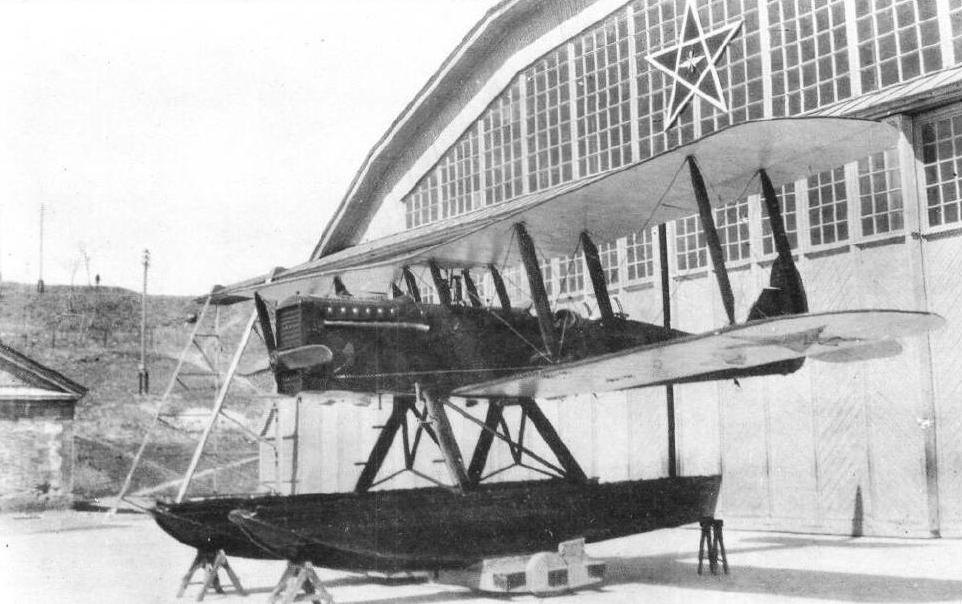
O Polikarpov MR-1

O modelo MR-1 era simplesmente uma versão do R-1 equipada com flutuadores no lugar das rodas. O primeiro protótipo foi testado em 1925 sem sucesso. O segundo protótipo com uma estrutura de suporte dos flutuadores mais forte (com tubos de aço) foi testado em 1926 com sucesso, e a produção teve início. Dois foram entregues em 1927, 95 entre 1928 e 1929 e provavelmente 124 deles foram produzidos. O MR-1 permaneceu em serviço operacional até 1932 e em unidades de treinamento até 1933.

## A retirada
O R-1 começou a ser substituído em serviço pelo Polikarpov R-5 a partir de 1931. No início de 1932, 750 R-1 permaneciam em serviço como bombardeiros e aviões de reconhecimento, mas essa quantidade caiu para apenas 32 no início de 1934. Os aviões remanescentes foram transferidos para unidades de treinamento, onde os números cresceram de 500 no início de 1932 para mais de 1.000 dois anos depois.

## Especificações
Dados: [carece de fontes?]
|                 | R-1 | MR-1                                          |
| --------------- | --- | --------------------------------------------- |
| Tripulação      | 2 | 2                                             |
| Comprimento     | 9,24 m (30,3 ft) | 10,58 m (34,7 ft)                             |
| Envergadura     | 14,02 m (46,0 ft) | 14,02 m (46,0 ft)                             |
| Altura          | 3,50 m (11,5 ft) | N/D                                           |
| Área alar       | 45,65 m² (491 ft²) | 45,54 m² (490 ft²)                            |
| Peso vazio      | 1 463 kg (3 230 lb) | 1 830 kg (4 030 lb)                           |
| Peso carregado  | 2 217 kg (4 890 lb) | 2 580 kg (5 690 lb)                           |
| Motorização     | 1 x motor a pistão V12 refrigerado a água M-5                                                                                | 1 x motor a pistão V12 refrigerado a água M-5 |
| Potência        | 400 hp (298 kW) | 400 hp (298 kW)                               |
| Performance     | |                                               |
| Velocidade      | 185 km/h (99,9 kn) | 179 km/h (96,7 kn)                            |
| Alcance         | 750 km (466 mi) | 650 km (404 mi)                               |
| Teto de serviço | 5 000 m (16 400 ft) | 3 680 m (12 100 ft)                           |
| Autonomia       | 4 horas | 4 horas                                       |
| Armamentos      | 1 x metralhadora frontal PV-1 fixa de 7,62 mm (0,300 in) 1 x metralhadora DA móvel de 7,62 mm (0,300 in) no cockpit traseiro | N/D                                           |